# Wedbila
Wedbila, également orthographié Ouedbila, est une localité située dans le département de Koubri de la province du Kadiogo dans la région Centre au Burkina Faso. En 2006, cette localité comptait 514 habitants dont 47,7 % de femmes.